# Sofia Ennaoui
Sofia Ennaoui (Ben Guerir, Marruecos, 30 de agosto de 1995) es una deportista polaca de origen marroquí que compite en atletismo, especialista en las carreras de mediofondo.
Ganó dos medallas en el Campeonato Europeo de Atletismo, en los años 2018 y 2022, y tres medallas en el Campeonato Europeo de Atletismo en Pista Cubierta entre los años 2017 y 2023.

## Palmarés internacional
| Campeonato Europeo                   | Campeonato Europeo    | Campeonato Europeo | Campeonato Europeo |
| Año                                  | Lugar                 | Medalla            | Prueba             |
| ------------------------------------ | --------------------- | ------------------ | ------------------ |
| 2018                                 | Berlín (Alemania)     | Medalla de plata   | 1500 m             |
| 2022                                 | Múnich (Alemania)     | Medalla de bronce  | 1500 m             |
| Campeonato Europeo en Pista Cubierta |                       |                    |                    |
| Año                                  | Lugar                 | Medalla            | Prueba             |
| 2017                                 | Belgrado (Serbia)     | Medalla de bronce  | 1500 m             |
| 2019                                 | Glasgow (Reino Unido) | Medalla de plata   | 1500 m             |
| 2023                                 | Estambul (Turquía)    | Medalla de bronce  | 1500 m             |